# Deckung (Versicherung)
Deckung ist im Versicherungswesen die Übernahme des Versicherungsschutzes durch den Versicherer.
Durch den Versicherungsvertrag überträgt der Versicherungsnehmer in Form der Risikoüberwälzung ein bestimmtes Risiko auf den Versicherer. Dieser Vorgang wird Deckung oder Indeckungnahme genannt. Tritt ein Schaden auf, so ist dieser durch den Versicherungsschutz gedeckt, und der Versicherungsnehmer muss ihn nicht selbst aus seinem Vermögen begleichen. Deshalb wird der Begriff Versicherung als die „Deckung eines im Einzelnen ungewissen, insgesamt geschätzten Mittelbedarfs auf der Grundlage des Ausgleichs im Kollektiv und in der Zeit“ definiert.

## Rechtsfragen
Die Versicherungsdeckung wird durch den Versicherungsschein und die Allgemeinen Versicherungsbedingungen (AVB) bestimmt. Die Deckungszusage auf eine Deckungsanfrage hin ist eine Zusage des Versicherers, die vor Abschluss eines Versicherungsvertrages und vor Zahlung der Erstprämie dem Versicherungsnehmer oder der versicherten Person vorläufige Deckung gewährt. Sie ist ein Vorvertrag, der sich aus § 49 Abs. 1 VVG ergibt und für den Versicherungsnehmer nicht bindend ist. Diese vorläufige Deckung kann in einen Hauptvertrag (Versicherungsvertrag) übergehen und wird dann Teil dieses Vertrags (§ 52 Abs. 1 VVG). Schließt der Versicherungsnehmer keinen Hauptvertrag, so hat er gemäß § 50 VVG nachträglich eine Prämie für den Vorvertrag zu zahlen.

## Arten
Entweder wird jede Beeinträchtigung ohne Rücksicht auf die Ursache in Deckung genommen („Universalität der Gefahren“, „All Risks-Deckung“) oder es werden lediglich die Folgen einzeln aufgezählter Ursachen oder Schadenssituationen gedeckt („Spezialität der Gefahren“, „Named perils-Deckung“). Die „All Risks-Deckung“ (deutsch „alle Risiken“) nimmt tendenziell zu und bietet für Unternehmen integrierte (holistische) Deckungen für Sachversicherungen, Betriebsunterbrechungs- und Haftpflichtversicherungen oder für Privatpersonen Elementarschäden in der Wohngebäude- oder Hausratversicherung an. „Named Perils“ (deutsch „benannte Gefahren“) bedeutet in Bezug auf eine Versicherungsdeckung, dass die versicherten Gefahren einzeln im Versicherungsschein oder in den AVB genannt und definiert werden.

## Deckungsfragen
Die Deckung ist Wortbestandteil vieler versicherungstechnischer Komposita:
- Die Deckungsrückstellung ist eine versicherungstechnische Rückstellung zur Sicherstellung der dauernden Erfüllbarkeit von Verpflichtungen aus Versicherungsverträgen.[7]
- Deckungskapital ist in der Lebensversicherung die Differenz aus dem erwarteten Barwert künftiger Versicherungsleistungen und dem erwarteten Barwert künftiger Versicherungsprämien.[8] Der Rückkaufswert entspricht bei vorzeitiger Kündigung ungefähr dem Deckungskapital.
- Bei einem gemeldeten Schaden wird vom Versicherer durch die Deckungsprüfung ermittelt, ob hierfür ein Versicherungsschutz besteht.[9]
- Die Deckungssumme in der Haftpflichtversicherung entspricht der Versicherungssumme anderer Versicherungsarten.[10]
- Unter Hermesdeckungen versteht man umgangssprachlich eine Exportkreditversicherung der Bundesrepublik Deutschland zugunsten deutscher Exporteure und Kreditinstitute durch die Euler Hermes SA.

## Deckungsverfahren
Als Deckungsverfahren gibt es:
- Das Kapitaldeckungsverfahren in der Personenversicherung ermittelt den Kapitalwert aus bereits eingetretenen Versicherungsfällen.
- Anwartschaftsdeckungsverfahren: nach versicherungsmathematischen Grundsätzen wird in der Lebensversicherung unter Berücksichtigung der Sterbewahrscheinlichkeit (Sterbetafel) und der erwarteten Kapitalverzinsung auf dem Kapitalmarkt die notwendige Höhe des Deckungskapitals errechnet.
- Das Umlageverfahren wird überwiegend in der gesetzlichen Rentenversicherung angewendet und beruht auf dem Generationenvertrag, bei dem die jeweils jüngere Generation mit ihren Beiträgen zur gesetzlichen Rentenversicherung die laufenden  Renten der älteren Generation finanziert.

Der Unterschied zwischen den beiden Kapitaldeckungs- und dem Umlageverfahren besteht im verzinsten Ansparen einer Deckungsrückstellung beim Kapitaldeckungsverfahren, während beim Umlageverfahren eingenommene Versicherungsprämien unmittelbar zur Deckung eingesetzt werden.